# Croce Rossa della Namibia

il simbolo della Croce Rossa

La Società della Croce Rossa della Namibia è la società nazionale di Croce Rossa della Repubblica della Namibia, stato dell'Africa meridionale.

## Denominazione ufficiale
- Namibia Red Cross Society ("Società della Croce Rossa della Namibia", abbreviato NRCS), nome completo in lingua inglese, idioma ufficiale della Namibia.

## Storia
La Società della Croce Rossa della Namibia è stata fondata nel 1992 a seguito della Legge del Parlamento n. 16 del 1991. La Società Nazionale è stata successivamente ammessa a far parte del Comitato Internazionale della Croce Rossa e della Federazione nel 1992.

## Risorse umane
La Croce Rossa della Namibia impiega 548 dipendenti e quasi 4000 volontari (nel 2009)